# 172. rezervní divize (Wehrmacht)
172. rezervní divize (německy 172. Reserve-Division) byla pěší divize německé armády (Wehrmacht) za druhé světové války.

## Historie
Divize byla založena 23. listopadu 1944 a nasazena na Siegfriedově linii u města Zweibrücken. Divize nikdy nebojovala jako celek, části divize byly podřízeny jiným divizím a později do nich začleněny.